# Macroglossum approximata
Macroglossum approximata är en fjärilsart som beskrevs av Misk. 1891. Macroglossum approximata ingår i släktet Macroglossum och familjen svärmare. Inga underarter finns listade i Catalogue of Life.